# Hexatoma (Eriocera) tumidiscapa
Hexatoma (Eriocera) tumidiscapa is een tweevleugelige uit de familie steltmuggen (Limoniidae). De soort komt voor in het Afrotropisch gebied.